# Noel Ahern
Noel Ahern (irisch Nollaig Ó hEachthairn; * 28. Dezember 1944 in Dublin) ist ein irischer Politiker und war von 1992 bis 2011 Abgeordneter im Dáil Éireann, dem Unterhaus des irischen Parlaments.
Ahern studierte am University College Dublin und dem College of Commerce in Rathmines, Dublin. 1985 bis 2002 war Ahern Mitglied des Dubliner Stadtrats (Dublin City Council). 1992 wurde er erstmals für die Fianna Fáil im Wahlkreis Dublin North-West in den Dáil Éireann gewählt. Nach seiner Wiederwahl im Mai 2007 wurde Ahern im Juni zum Staatsminister im Finanzministerium ernannt. Sein Titel lautete Minister of State with special responsibility for Office of Public Works. Zuvor war er vom 18. Juni 2002 bis zum 14. Juni 2007 Staatsminister im Umweltministerium und Staatsminister im Ministerium für Gemeinschaft, den ländlichen Raum und Gaeltacht.
Nachdem Brian Cowen neuer Taoiseach wurde, wurde Ahern Mai 2008 Staatsminister im Verkehrsministerium (Minister of State at the Department of Transport with special responsibility for road safety ). Bei den Wahlen zum 31. Dáil trat er nicht mehr an.

## Familie
Noel Ahern ist verheiratet und hat zwei Söhne und eine Tochter. Seine Brüder Bertie und Maurice Ahern sind ebenfalls politisch tätig.